# Anglo Belgian Corporation
Anglo Belgian Corporation (ABC, Англо-бельгійська корпорація) — бельгійський виробник дизельних двигунів середньої швидкості, передовсім для кораблів і локомотивів. Компанія заснована в Бельгії 1912 року.

## Історія

### 1912—1939 роки
26 жовтня 1912 року була заснована Англо-бельгійська корпорація (ABC), яка почала діяльність із виробництва напівдизельних двигунів. Одним з інвесторів була компанія Onghena — виробник газових двигунів. Вісім інвесторів, у тому числі Onghena, внесли 500 000 бельгійських франків у підприємство; дев'ятий інвестор, компанія Carels Brothers, внесла інвестицією в спільне підприємство свої ліцензії на виробництво дизельних двигунів в обмін на 5 % повернення обороту компанії.
Назва компанії — Англо-бельгійська компанія — залишилася незмінною, хоча жодних інвестицій з Великої Британії не прийшло внаслідок Першої світової війни.
Після закінчення Першої світової війни (під час якої фабрика була окупована, а її машини були вивезені до Німеччини) компанія знову почала нормальне виробництво.

### 1939—1970 роки
Під час Другої світової війни виробництво продовжувалося на зниженому рівні. Після війни розробили і модифікували 5-, 6- і 8-циліндрові версії дизельних двигунів DU, що виготовлялися також і з турбонаддувом (кодована назва DUX). Турбонаддув збільшував на 50 % потужність цих двигунів. Компанія процвітала до 1970-х, її двигуни використовували на кораблях, локомотивах (як правило, маневрених) та для виробництва електроенергії.

### 1970—1989 роки
Протягом 1970-х років фінансове становище компанії стало несприятливим, що особливо посилилось втратою одного з основних ринків збуту — Бельгійського Конго.
Станом на 1979 рік компанії був потрібен капітал; оскільки переговори з приватними інвесторами провалилися, компанія збанкрутувала.
Однак у цьому ж році компанія перезапустилася під новим керівництвом та з новими інвесторами (компаніями Pauwels, Batibo, бельгійською корпорацією суднобудування, а також з державними інвестиціями) та була перейменована в Anglo Belgian Corporation.

### 1990—2010 роки
Незважаючи на крах бельгійської суднобудівної галузі, були знайдені нові ринки, включаючи закордонні електростанції. Флагманом продажу став двигунг DZC, який дав змогу вистояти у кризі кінця 1980-х років. У 1997 році було розпочато проєктування двигуна DZC у формації V, а діапазон потужностей серії DZC розширився до 5000 к.с.

### 2011 і сьогодення
У січні 2011 року був призначений новий генеральний директор, Тім Беркмуз, який працював з 1999 року в компанії на посаді генерального директора з виробництва та інжинірингу. Компанія ABC інвестувала в розробку та виготовлення нового двигуна, що розширює існуючий асортимент продукції. Інженерний відділ ABC спільно з австрійською інженерною компанією AVL інтенсивно працювали над цим проєктом.
На сьогодні ABC отримує численні нові проєкти для клієнтів зі всього світу: днопоглиблювальних компаній, гірничих компаній, портових органів, поромних компаній тощо. Продукція компанії також використовується і в українських модернізованих тепловозах, які замінюють російські двигуни.